# Tone Fajfar
Tone Fajfar (1913, Spodnji Brnik – 12. prosince 1981) byl slovinský politik a partyzán.

## Životopis
Narodil se ve Spodnjim Brniku nedaleko Kranje. Již v útlém věku se zapojil do dělnického hnutí křesťanských socialistů. Před druhou světovou válkou zastával funkci hlavního tajemníka a redaktora odborářského periodika Delavska pravica. Při založení Osvobozenecké fronty (OF) v roce 1941 zastupoval křesťanské demokraty a byl zvolen do výkonného výboru OF. V letech 1941 až 1942 se skrýval se v ilegalitě v Lublani, poté přešel na partyzány ovládaná teritoria. Byl delegátem AVNOJe a na jeho druhém zasedání byl zvolen do jeho předsednictva. Byl ministrem lesnictví v první slovinské vládě. Poté byl poslancem federálního i republikového parlamentu. Byl nositelem Řádu národního osvobození, Řádu bratrství a jednoty a Partyzánské pamětní medaile 1941.